# Мендоса, Далия
Далия Мендоса Лимон (род. 1943) — мексиканская поэтесса, переводчица

, публицист, религиовед, филолог-славист и художница.
Дочь мексиканского скульптора Виторио Федерико Мендосы Лимона. Изучала русский язык и литературу в родной стране, параллельно начав писать белые стихи и литературоведческие и критические статьи о латиноамериканской и русской литературе. Окончила Российский университет дружбы народов, в 1986 году стала аспирантом МГУ им. Ломоносова, по окончании аспирантуры вернулась в Мексику, где стала профессором русского языка и литературы. Впоследствии также стала профессором испанского языка в университете Гатино (Квебек, Канада).
Наиболее известные работы: литературоведческое сочинение «La caverna. ¿Utopía o verdad?», переводившиеся на русский язык рецензия на роман аргентинского писателя Артуро Асуэлы «Дом тысячи дев» и биографический очерк о Хуане Рульфо, перевод на испанский язык книги Марии Кнебель «Поэзия педагогики. О действенном анализе пьесы и роли» (исп. Poética de la Pedagogía Teatral), сочинение «La Perestroika III» о Перестройке в СССР, статьи о православии в России после 1991 года (наиболее известна статья La religión como elemento constitutuvo de la identidad de los pueblos; el caso de Rusia), Борисе Ельцине, русском театре и так далее.
Также написала целый ряд белых стихов философского и иронического содержания, некоторые из которых были переведены на русский язык Яном Пробштейном, и создала более 20 абстракционистских картин, которые выставлялись в том числе за рубежом (например, в библиотеке университета Гатино, Канада).
Во второй половине 1980-х годов различные произведения Далии Мендосы публиковались в ряде советских периодических изданий (альманах «Позия», литературный альманах «Латинская Америка», «Современная художественная литература за рубежом» и так далее). В 48-м томе первого указанного издания говорилось об известности поэтессы у себя на родине, что мало соответствовало действительности.